# Le Glaive et les Amours
Le Glaive et les Amours est un roman de Robert Merle, le treizième et dernier volume de la série historique Fortune de France.
Pierre-Emmanuel de Siorac assiste aux dernières années de gouvernement de Louis XIII et Richelieu, puis à la régence d'Anne d'Autriche, et enfin à la prise de pouvoir de Louis XIV après la mort du cardinal Mazarin en 1661.
Le duc d'Orbieu est donc témoin du complot des « Princes de la Paix » (le prince de Sedan, le comte de Soissons et le duc de Guise), de la conspiration de Cinq-Mars, tout cela dans le contexte de la seconde partie de la guerre de Trente Ans, s'ouvrant sur une guerre ouverte entre la France et les Habsbourg, autant en Lorraine et en Picardie que dans le Roussillon ou la Savoie. La naissance de Louis Dieudonné, la mort de Richelieu puis celle de Louis XIII, l'arrivée aux affaires de Mazarin, la Fronde, le traité des Pyrénées, tous ces événements se succèdent peu à peu, ouvrant le chemin au règne absolu de Louis XIV et à une certaine paix, sous l'œil circonspect de Pierre-Emmanuel.

## Récompense
- Grand prix Jean-Giono 2003